# Bulbophyllum thwaitesii
Bulbophyllum thwaitesii é uma espécie de orquídea (família Orchidaceae) pertencente ao gênero Bulbophyllum. Foi descrita por Heinrich Gustav Reichenbach em 1874.